# Andrés Cunha
Andrés Cunha (Montevideo, 8 september 1976) is een Uruguayaans voormalig voetbalscheidsrechter. Hij was in dienst van FIFA en CONMEBOL tussen 2013 en 2022. Ook leidde hij van 2009 tot 2022 wedstrijden in de Uruguayaanse Primera División.
Cunha werd twee weken voor het begin van de Copa América 2015 opgeroepen als vervanger voor zijn landgenoot Darío Ubríaco, die een onvoldoende had gescoord bij de fitheidstest. Op dit toernooi floot hij zijn eerste interlandwedstrijd, toen op 14 juni Colombia met 0–1 verloor van Venezuela door een doelpunt van Salomón Rondón. Tijdens dit duel deelde Cunha zeven gele kaarten uit.
Hij werd ook geselecteerd als scheidsrechter voor het wereldkampioenschap voetbal 2018 in Rusland.

## Interlands
| Datum             | Plaats                       | Wedstrijd             | Uitslag | Competitie           | Kreeg geel | Kreeg voor de tweede keer geel en dus rood | Weggestuurd |
| ----------------- | ---------------------------- | --------------------- | ------- | -------------------- | ---------- | ------------------------------------------ | ----------- |
| 14 juni 2015      | Rancagua, Chili              | Colombia – Venezuela  | 0 – 1   | Copa América 2015    | 7          | 0                                          | 0           |
| 19 juni 2015      | Santiago, Chili              | Chili – Bolivia       | 5 – 0   | Copa América 2015    | 3          | 0                                          | 0           |
| 27 juni 2015      | Concepción, Chili            | Brazilië – Paraguay   | 1 – 1   | Copa América 2015    | 5          | 0                                          | 0           |
| 14 oktober 2015   | Asuncion, Paraguay           | Paraguay – Argentinië | 0 – 0   | WK 2018 kwalificatie | 4          | 0                                          | 0           |
| 10 november 2016  | Maturín, Venezuela           | Venezuela – Bolivia   | 5 – 0   | WK 2018 kwalificatie | 2          | 0                                          | 0           |
| 13 juni 2016      | Foxborough, Verenigde Staten | Brazilië – Peru       | 0 – 1   | Copa América 2016    | 3          | 0                                          | 0           |
| 28 maart 2017     | Santiago, Chili              | Chili – Venezuela     | 3 – 1   | WK 2018 kwalificatie | 4          | 0                                          | 0           |
| 1 september 2017  | Lima, Peru                   | Peru – Bolivia        | 2 – 1   | WK 2018 kwalificatie | 5          | 0                                          | 0           |
| 16 juni 2018      | Kazan, Rusland               | Frankrijk – Australië | 2 – 1   | WK 2018              | 3          | 0                                          | 0           |
| 20 juni 2018      | Kazan, Rusland               | Iran – Spanje         | 0 – 1   | WK 2018              | 2          | 0                                          | 0           |
| 10 juli 2018      | Sint-Petersburg, Rusland     | Frankrijk – België    | 1 – 0   | WK 2018              | 5          | 0                                          | 0           |
| 9 juni 2019       | Brasilia, Brazilië           | Brazilië – Honduras   | 7 – 0   | Vriendschappelijk    | 3          | 0                                          | 1           |
| 10 september 2021 | Barranquilla, Colombia       | Colombia – Chili      | 3 – 1   | WK 2022 kwalificatie | 4          | 0                                          | 0           |
| 10 oktober 2021   | Caracas, Venezuela           | Venezuela – Ecuador   | 2 – 1   | WK 2022 kwalificatie | 5          | 0                                          | 0           |
| 17 november 2021  | San Juan, Argentinië         | Argentinië – Brazilië | 0 – 0   | WK 2022 kwalificatie | 5          | 0                                          | 0           |